# ستيكس: سيد الظلال
ستيكس: سيّد الظِلال ؛ ستيكس: ماستر أوف شادو (بالإنجليزية: Styx: Master of Shadows)‏ ، هي لعبة فيديو إلكترونية من نوع تسلل، أنتجت سنة 2014م، وتعمل لأنظمة إكس بوكس ون وبلاي ستيشن 4 ومايكروسوفت ويندوز، تعتبر اللعبة الثانية والبادئة للعبة أوف أوركس أند مين (Of Orcs and Men) لعام 2012.

## أسلوب اللعب
ستيكس: سيّد الظِلال هي لعبة خَفيّة ؛ حيث يتوجّب على اللاعب البقاء في الظل من أجل البقاء. يتمتع ستيكس بقدرات غامضة تساعده في مغامراته، بما في ذلك القدرة على جعل نفسه غير مرئي (يظهر أيضًا في أوف أوركس أند مين) ، والقدرة على استخدام رؤية الكهرمانية لاكتشاف الأعداء والمناطق المخفيّة. توفر قدرته على استنساخ نفسه من خلال السحر الذي يوفر فرصًا لتعطيل صيغة ألعاب التسلل التقليدية. يُعطي اللاعب استنساخاً لأغراض مثل الاستكشاف بدون مُخاطرة وخلق هجوم مُضلل.
سيعمل الحراس والجنود وغيرهم من حُماة البُرج على تكييف سلوكهم ديناميكيًا، اعتمادًا على تصرُفات اللاعب. من المتوقع أن يظل اللاعب بعيدًا عن الأنظار وأن يعد مسارًا للعمل مسبقًا، بدراسة دوريات الحراسة عن كثب، واستخدام مناطق الضوء والظل لصالح الفرد، أو جذب هدف إلى منطقة مُنعزلة لاغتياله بصمت، أو ترتيب «الحوادث» لتظل غير مُكتشفة. تشتمل ستيكس: ماستر أوف شادو أيضًا على ميكانيكا ألعاب RPG ، ويكتسب اللاعب الخبرة، والتي يمكنها فتح مهارات جديدة، وحركات خاصة، وأسلحة جديدة وأكثر فتكًا، وكلها مُقسمة إلى ستة أفرُع.

## القصّة
تجري أحداث ستيكس قبل أحداث اللعبة السابقة، حيث تتسلل إلى برج أكيناش، وهو حصن طائر ضخم يعلوه بسحر شجرة العالم، والتي تم بناء القلعة حولها. يرغب ستيكس في الوصول إلى قلب شجرة العالم وإنقاذ صديق مسجون في مكان آخر بالقلعة، لكنه لا يعرف سبب رغبته في القيام بهذه الأشياء، فهو يعاني من ذكريات مشوشة وصوت في رأسه يحثه على ذلك. عندما حرر «صديقه» أخيرًا ، يكتشف أنه مخلوق مطابق له. المخلوق الذي كان اللاعب يتحكم فيه منذ بداية اللعبة هو في الواقع نسخة من ستايكس الحقيقي، الذي كان مُحتجزًا في غرفة استجواب طوال هذا الوقت.
سعى ستيكس الأصلي لدراسة شجرة العالم، وبطريقة ما تحول بواسطة الكهرمان السحري للشجرة إلى مخلوق صغير هو الآن (العفريت الأول). لقد ابتلى منذ قرون بأصوات الجان الذين ينامون بين جذور شجرة العالم. لأنهم كائنات من الكهرمان، يمكن لـ ستيكس سماع أحاديثهم المُستمرة ولا يمكنه إيقافها. ستؤدي سرقة قلب الشجرة العالم إلى إسكات الجان بشكل دائم وربما تمنحه وسيلة ليصبح أورك مرة أخرى.
كانت إحدى الهدايا التي قدمها الكهرمان لـ ستيكس الأصلي هي القدرة على استنساخ نفسه. عادةً ما تكون هذه النسخ مُستنسخة غبية، ولكن عندما تسلل ستيكس الأصلي إلى أكيناش، ابتكر استنساخًا بدرجة عالية من الذكاء بشكل استثنائي حتى يتمكن من إنجاز مهام أكثر صعوبة دون توجيه، مثل إنقاذ ستيكس الأصلي إذا تم أسره. لا يزال ستيكس الأصلي يعتبر هذا الاستنساخ أداة يمكن التخلص منها مثل كل الآخرين. ، يقسم ستيكس المُستنسخ على تدمير ستيكس الأصلي وإنشاء حياة جديدة لنفسه.
بمساعدة قزم ، يكسر ستيكس المُستنسخ التحكم التخاطري الذي يمتلكه ستيكس الأصلي، ثم يطارد ستيكس الأصلي إلى قلب شجرة العالم. يُدمرستيكس المُستنسخ القلب، ثم ينتحر بالقفز في بركة الكهرمان عند قاعدة الشجرة. جحافل من استنساخ ستيكس (غبية وحشية) تخرج من الكهرمان وتمزق غريزيًا ستيكس الأصلي بعيدًا. عندما تموت شجرة العالم، يفشل السحر الذي يبقي أكيناش عالياً ويتحطم البرج على الأرض. تظهر الحيوانات المُستنسخة الوحشية لـ ستيكس من الأنقاض وتنتشر في البرية. كل هؤلاء العفاريت أغبياء باستثناء شخص واحد لديه عقل سليم ولكن ليس لديه ذكريات أخرى غير اسمه ستيكس. ليس من المؤكد ما إذا كان هذا هو ستيكس الأصلي أو ستيكس المُستنسخ، أو عفريتًا جديدًا تمامًا، ولكن في كلتا الحالتين، هذا العفريت هو الآن ستيكس الحي الوحيد.

## الأستقبال
| استقبال |                                     |
| --- | ----------------------------------- |
| مجموع النقاط المجموع نقاط ميتاكريتيك PC: 71/100 [ 6 ] PS4: 70/100 [ 7 ] XONE: 69/100 [ 8 ] نتائج المراجعة نشرة نقاط غيم سبوت 5/10 [ 9 ] آي جي إن 7.2/10 [ 10 ] مجلة إكس بوكس الرسمية (الولايات المتحدة) 8/10 [ 11 ] |                                     |
| مجموع النقاط |                                     |
| المجموع | نقاط                                |
| ميتاكريتيك | PC: 71/100 PS4: 70/100 XONE: 69/100 |
| نتائج المراجعة |                                     |
| نشرة | نقاط                                |
| غيم سبوت | 5/10                                |
| آي جي إن | 7.2/10                              |
| مجلة إكس بوكس الرسمية (الولايات المتحدة) | 8/10                                |

تلقت لعبة ستيكس: سيّد الظِلال آراء مُتباينة. قدم موقع ميتاكريتيك للمراجعة التجميعية إصدار إكس بوكس ون 69/100 استنادًا إلى 8 مراجعات ، وإصدار مايكروسوفت ويندوز 71/100 استنادًا إلى 31 مراجعة، وإصدار بلاي ستيشن 4 70/100 استنادًا إلى 9 مراجعات.

## تكملة اللعبة
تم الإعلان عن تكملة للعبة بعنوان ستيكس: شظايا الظلام في 14 أكتوبر 2015. وهي مدعومة من أنريل إنجن 4، ولها ميزانية أكبر من سيّد الظِلال الأصلية. تم إصدار اللعبة في جميع أنحاء العالم في 14 مارس 2017 لأنظمة مايكروسوفت ويندوز وبلاي ستيشن 4 وإكس بوكس ون.

## مصدر
1. ↑  Humble Store (بالإنجليزية), QID:Q42328566
2. ↑  "Save 60% on Styx: Master of Shadows on Steam". steampowered.com. مؤرشف من الأصل في 2019-04-03.
3. ↑  "Styx: Master of Shadows on developer's website". مؤرشف من الأصل في 16 مارس 2014.
4. ↑  "Styx: Master of Shadows IGN Article". مؤرشف من الأصل في 2016-03-25.
5. ↑  "Archived copy". مؤرشف من الأصل في 2011-11-13. اطلع عليه بتاريخ 2011-11-17.{{استشهاد ويب}}:  صيانة الاستشهاد: الأرشيف كعنوان (link)
6. ↑  "Styx: Master of Shadows for PC Reviews". ميتاكريتيك. مؤرشف من الأصل في 2021-06-14. اطلع عليه بتاريخ 2014-10-20.
7. ↑  "Styx: Master of Shadows for PlayStation 4 Reviews". ميتاكريتيك. مؤرشف من الأصل في 2022-02-15. اطلع عليه بتاريخ 2014-10-20.
8. ↑  "Styx: Master of Shadows for Xbox One Reviews". ميتاكريتيك. مؤرشف من الأصل في 2021-06-14. اطلع عليه بتاريخ 2014-10-20.
9. ↑  Peele، Britton (7 أكتوبر 2014). "Styx: Master of Shadows Review". غيم سبوت. مؤرشف من الأصل في 2021-06-30. اطلع عليه بتاريخ 2014-10-11.
10. ↑  Johnson، Leif (14 أكتوبر 2014). "Styx: Master of Shadows Review". آي جي إن. مؤرشف من الأصل في 2014-10-23. اطلع عليه بتاريخ 2014-10-14.
11. ↑  Evans-Thirlwell، Edwin (20 أكتوبر 2014). "Review: Styx: Master of Shadows Xbox One". مجلة إكس بوكس الرسمية. مؤرشف من الأصل في 2015-01-01. اطلع عليه بتاريخ 2014-10-20.
12. ↑  "Styx: Master of Shadows". Metacritic (بالإنجليزية). Archived from the original on 2022-02-15. Retrieved 2022-02-19.

## وصلات خارجية
- Official website
- Developers' blog